# Inter Trans Air
Inter Trans Air was een luchtvaartmaatschappij uit Bulgarije. De maatschappij werd opgericht in 1996 en levert ad-hoc-vrachtdiensten door heel Europa.
De luchtvaartmaatschappij stopte in 2002 met alle activiteiten.

## Codes
- ICAO: ITT

## Vloot
- 2 Antonov An-12